# Liste des municipalités de l'État du Paraná

L'État du Paraná sur une carte du Brésil.

L'État du Paraná, au Brésil compte 399 municipalités (municípios en portugais).
- Haut – A
- B
- C
- D
- E
- F
- G
- H
- I
- J
- K
- L
- M
- N
- O
- P
- Q
- R
- S
- T
- U
- V
- W
- X
- Y
- Z

## A
- Abatiá
- Adrianópolis
- Agudos do Sul
- Almirante Tamandaré
- Altamira do Paraná
- Alto Paraíso
- Alto Paraná (Brésil)
- Alto Piquiri
- Altônia
- Alvorada do Sul
- Amaporã
- Ampére
- Anahy
- Andirá
- Ângulo
- Antonina
- Antônio Olinto
- Apucarana
- Arapongas
- Arapoti
- Arapuã
- Araruna
- Araucária
- Ariranha do Ivaí
- Assaí
- Assis Chateaubriand
- Astorga
- Atalaia

## B
- Balsa Nova
- Bandeirantes
- Barbosa Ferraz
- Barra do Jacaré
- Barracão
- Bela Vista da Caroba
- Bela Vista do Paraíso
- Bituruna
- Boa Esperança
- Boa Esperança do Iguaçu
- Boa Ventura de São Roque
- Boa Vista da Aparecida
- Bocaiúva do Sul
- Bom Jesus do Sul
- Bom Sucesso
- Bom Sucesso do Sul
- Borrazópolis
- Braganey
- Brasilândia do Sul

## C
- Cafeara
- Cafelândia
- Cafezal do Sul
- Califórnia
- Cambará
- Cambé
- Cambira
- Campina da Lagoa
- Campina do Simão
- Campina Grande do Sul
- Campo Bonito
- Campo do Tenente
- Campo Largo
- Campo Magro
- Campo Mourão
- Cândido de Abreu
- Candói
- Cantagalo
- Capanema
- Capitão Leônidas Marques
- Carambeí
- Carlópolis
- Cascavel
- Castro
- Catanduvas
- Centenário do Sul
- Cerro Azul
- Céu Azul
- Chopinzinho
- Cianorte
- Cidade Gaúcha
- Clevelândia
- Colombo
- Colorado
- Congonhinhas
- Conselheiro Mairinck
- Contenda
- Corbélia
- Cornélio Procópio
- Coronel Domingos Soares
- Coronel Vivida
- Corumbataí do Sul
- Cruz Machado
- Cruzeiro do Iguaçu
- Cruzeiro do Oeste
- Cruzeiro do Sul
- Cruzmaltina
- Curitiba (capitale de l'État du Paraná)
- Curiúva

## D
- Diamante d'Oeste
- Diamante do Norte
- Diamante do Sul
- Dois Vizinhos
- Douradina
- Doutor Camargo
- Doutor Ulysses

## E
- Enéas Marques
- Engenheiro Beltrão
- Entre Rios do Oeste
- Esperança Nova
- Espigão Alto do Iguaçu

## F
- Farol
- Faxinal
- Fazenda Rio Grande
- Fênix
- Fernandes Pinheiro
- Figueira
- Flor da Serra do Sul
- Floraí
- Floresta
- Florestópolis
- Flórida
- Formosa do Oeste
- Foz do Iguaçu
- Foz do Jordão
- Francisco Alves
- Francisco Beltrão

## G
- General Carneiro
- Godoy Moreira
- Goioerê
- Goioxim
- Grandes Rios
- Guaíra
- Guairaçá
- Guamiranga
- Guapirama
- Guaporema
- Guaraci
- Guaraniaçu
- Guarapuava
- Guaraqueçaba
- Guaratuba

## H
- Honório Serpa

## I
- Ibaiti
- Ibema
- Ibiporã
- Icaraíma
- Iguaraçu
- Iguatu
- Imbaú
- Imbituva
- Inácio Martins
- Inajá
- Indianópolis
- Ipiranga
- Iporã
- Iracema do Oeste
- Irati
- Iretama
- Itaguajé
- Itaipulândia
- Itambaracá
- Itambé
- Itapejara d'Oeste
- Itaperuçu
- Itaúna do Sul
- Ivaí
- Ivaiporã
- Ivaté
- Ivatuba

## J
- Jaboti
- Jacarezinho
- Jaguapitã
- Jaguariaíva
- Jandaia do Sul
- Janiópolis
- Japira
- Japurá
- Jardim Alegre
- Jardim Olinda
- Jataizinho
- Jesuítas
- Joaquim Távora
- Jundiaí do Sul
- Juranda
- Jussara

## K
- Kaloré

## L
- Lapa
- Laranjal
- Laranjeiras do Sul
- Leópolis
- Lidianópolis
- Lindoeste
- Loanda
- Lobato
- Londrina
- Luiziana
- Lunardelli
- Lupionópolis

## M
- Mallet
- Mamborê
- Mandaguaçu
- Mandaguari
- Mandirituba
- Manfrinópolis
- Mangueirinha
- Manoel Ribas
- Marechal Cândido Rondon
- Maria Helena
- Marialva
- Marilândia do Sul
- Marilena
- Mariluz
- Maringá
- Mariópolis
- Maripá
- Marmeleiro
- Marquinho
- Marumbi
- Matelândia
- Matinhos
- Mato Rico
- Mauá da Serra
- Medianeira
- Mercedes
- Mirador
- Miraselva
- Missal
- Moreira Sales
- Morretes
- Munhoz de Melo

## N
- Nossa Senhora das Graças
- Nova Aliança do Ivaí
- Nova América da Colina
- Nova Aurora
- Nova Cantu
- Nova Esperança
- Nova Esperança do Sudoeste
- Nova Fátima
- Nova Laranjeiras
- Nova Londrina
- Nova Olímpia
- Nova Prata do Iguaçu
- Nova Santa Bárbara
- Nova Santa Rosa
- Nova Tebas
- Novo Itacolomi

## O
- Ortigueira
- Ourizona
- Ouro Verde do Oeste

## P
- Paiçandu
- Palmas
- Palmeira
- Palmital
- Palotina
- Paraíso do Norte
- Paranacity
- Paranaguá
- Paranapoema
- Paranavaí
- Pato Bragado
- Pato Branco
- Paula Freitas
- Paulo Frontin
- Peabiru
- Perobal
- Pérola
- Pérola d'Oeste
- Piên
- Pinhais
- Pinhal de São Bento
- Pinhalão
- Pinhão
- Piraí do Sul
- Piraquara
- Pitanga
- Pitangueiras
- Planaltina do Paraná
- Planalto
- Ponta Grossa
- Pontal do Paraná
- Porecatu
- Porto Amazonas
- Porto Barreiro
- Porto Rico
- Porto Vitória
- Prado Ferreira
- Pranchita
- Presidente Castelo Branco
- Primeiro de Maio
- Prudentópolis

## Q
- Quarto Centenário
- Quatiguá
- Quatro Barras
- Quatro Pontes
- Quedas do Iguaçu
- Querência do Norte
- Quinta do Sol
- Quitandinha

## R
- Ramilândia
- Rancho Alegre
- Rancho Alegre d'Oeste
- Realeza
- Rebouças
- Renascença
- Reserva
- Reserva do Iguaçu
- Ribeirão Claro
- Ribeirão do Pinhal
- Rio Azul
- Rio Bom
- Rio Bonito do Iguaçu
- Rio Branco do Ivaí
- Rio Branco do Sul
- Rio Negro
- Rolândia
- Roncador
- Rondon
- Rosário do Ivaí

## S
- Sabáudia
- Salgado Filho
- Salto do Itararé
- Salto do Lontra
- Santa Amélia
- Santa Cecília do Pavão
- Santa Cruz de Monte Castelo
- Santa Fé
- Santa Helena
- Santa Inês
- Santa Isabel do Ivaí
- Santa Izabel do Oeste
- Santa Lúcia
- Santa Maria do Oeste
- Santa Mariana
- Santa Mônica
- Santa Tereza do Oeste
- Santa Terezinha de Itaipu
- Santana do Itararé
- Santo Antônio da Platina
- Santo Antônio do Caiuá
- Santo Antônio do Paraíso
- Santo Antônio do Sudoeste
- Santo Inácio
- São Carlos do Ivaí
- São Jerônimo da Serra
- São João
- São João do Caiuá
- São João do Ivaí
- São João do Triunfo
- São Jorge d'Oeste
- São Jorge do Ivaí
- São Jorge do Patrocínio
- São José da Boa Vista
- São José das Palmeiras
- São José dos Pinhais
- São Manoel do Paraná
- São Mateus do Sul
- São Miguel do Iguaçu
- São Pedro do Iguaçu
- São Pedro do Ivaí
- São Pedro do Paraná
- São Sebastião da Amoreira
- São Tomé
- Sapopema
- Sarandi
- Saudade do Iguaçu
- Sengés
- Serranópolis do Iguaçu
- Sertaneja
- Sertanópolis
- Siqueira Campos
- Sulina

## T
- Tamarana
- Tamboara
- Tapejara
- Tapira
- Teixeira Soares
- Telêmaco Borba
- Terra Boa
- Terra Rica
- Terra Roxa
- Tibagi
- Tijucas do Sul
- Toledo
- Tomazina
- Três Barras do Paraná
- Tunas do Paraná
- Tuneiras do Oeste
- Tupãssi
- Turvo

## U
- Ubiratã
- Umuarama
- União da Vitória
- Uniflor
- Uraí

## V
- Ventania
- Vera Cruz do Oeste
- Verê
- Virmond
- Vitorino

## W
- Wenceslau Braz

## X
- Xambrê